# Linum perenne
Lin vivace
Espèce
Classification phylogénétique
Linum perenne (le Lin vivace) est une espèce de plantes à fleurs appartenant au genre Linum et à la famille des Linacées.
C'est une plante herbacée vivace (0,30 à 1 m). Il fait l'objet de cultures ornementales ; il est rarement subspontané.

## Deux sous-espèces selon ITIS
- Linum perenne ssp. alpinum (Jacq.) Stoj. & Stef.
- Linum perenne ssp. anglicum (Mill.) Ockendon